# Sainte-Ramée
Sainte-Ramée é uma comuna francesa na região administrativa da Nova Aquitânia, no departamento de Charente-Maritime. Estende-se por uma área de 4,67 km². Em 2010 a comuna tinha 119 habitantes (densidade: 25,5 hab./km²).